# Браун, Чарльз Джон
Чарльз Джон Браун (англ. Charles John Brown; род. 19 октября 1959, Нью-Йорк, США) — американский прелат и ватиканский дипломат. Титулярный архиепископ Аквилеи с 26 ноября 2011. Апостольский нунций в Ирландии с 26 ноября 2011 по 9 марта 2017. Апостольский нунций в Албании с 9 марта 2017 по 28 сентября 2020. Апостольский нунций на Филиппинах с 28 сентября 2020.

## Ранняя жизнь и образование
Чарльз Джон Браун родился 19 октября 1959 года, в Ист-Виллидж на Манхэттене, недалеко от Орчард-стрит и Чайнатауна. В то время это был в основном еврейский район. Когда Браун рос в Нью-Йорке в начале 1960-х годов его семья «была в значительной степени единственной не еврейской семьёй в многоквартирном доме». Чарльз Браун является старшим из шести детей. «Моя мама рожала ребёнка каждые два года с 1959 года по 1969 год», говорит он. «После меня пришли четыре младших сестры и младший брат Питер, который родился, когда мне было 10 лет». Когда будущему архиепископу было пять лет, они переехали в Рай, пригород к северу от Нью-Йорка. В 1971 году, когда ему было 11 лет, его родители переехали снова.
Девичьей фамилией его матери была Патриция Мёрфи и одного из предков звали О’Каллаган, но будущий архиепископ Браун имел мало связей с Ирландией. Браун (англ. Brown) — англизированная фамилия немецкой Браун (нем. Braun).
Чарльз Браун получил следующие научные степени: бакалавр искусств (история), университет Нотр-Дам, магистр искусств (теология), Оксфордский университет (Англия), магистр искусств (медиевистика), Торонтский университет, магистр богословия, семинария Святого Иосифа, Йонкерс (США), доктор священного богословия (сакраментальное богословие), Папский университет Святого Ансельма, Рим.
Его единственным опытом посещения Ирландии были двое коротких каникул в начале 1980-х годов, когда, изучая теологию в Оксфорде, он взял лодку в Дублин, чтобы навестить своего американского друга и его ирландскую девушку на Рождество.

## Священство
Во время своей учёбы на священника в Данвудской семинарии, Эдвин Фредерик О’Брайен был ректором семинарии. Браун был рукоположен в священника, для архиепархии Нью-Йорка, кардиналом Джон Джозеф О’Коннор, 13 мая 1989 года, в соборе Святого Патрика в Нью-Йорке. С 1989 года по 1991 год он был помощником священника в приходе Святого Брендана в Бронксе, Нью-Йорк. В 1991 году отец Браун был отправлен в Рим, потому что нью-йоркский кардинал Джон О’Коннор, который рукоположил его, попросил его получить степень доктора сакраментального богословия, и вернуться назад как можно скорее, чтобы стать профессором богословия в Данвуди. Но этот план так и не стал реальностью. Вакансия открылась в Конгрегации доктрины веры, потому что им был необходим специалист по английскому языку. Конгрегация доктрины веры спросила кардинала О’Коннора, может ли он освободить отца Брауна от своих обязанностей в Нью-Йорке.
С 1994 года и до своего назначения апостольским нунцием, отец Браун работал в качестве официала Конгрегации доктрины веры. 6 мая 2000 года отец Браун стал капелланом Его Святейшества. В сентябре 2009 года монсеньор Браун был назначен адъюнкт-секретарём Международной теологической комиссии.
Конгрегация доктрины веры — дикастерия Римской курии, где он работал, занималась скандалом вокруг сексуальных домогательств к детям с 1994 года, когда её возглавлял тогдашний кардинал Йозеф Ратцингер, который, уже как Папа Бенедикт XVI назначил его нунцием.

## Архиепископ и нунций

### Реакция на назначение
В интервью, данном в октябре 2012 года монсеньор Браун описывает своё назначение в Ирландию. «Я был поражен и изумлен осенью 2011 года, когда кардинал Бертоне (государственный секретарь Святого Престола) представил мне новую миссию и сказал, что Святейший Отец лично просил меня сделать это», говорит он. «Я буду делать всё, что Святейший Отец просит меня сделать, — это само собой разумеется — но, конечно, я думал, что могут быть и другие, которые были бы лучше для этой работы, и у кого больше опыта. Это не совсем обычная картина для тех, кто работает в одной из дикастерий Святого Престола, и которые должны быть переведены на дипломатическую службу». Ему дали день «подумать и помолиться об этом», после чего он сказал Святейшему Отцу, что он считает своё назначение является частью Божьей воли для него, совпавшая по времени с волей самого Папы. Когда я полагаю, что это назначение было знаком того, что Бенедикт XVI ценит его высоко, архиепископ Браун качает головой, пожимает плечами и говорит: «Может быть, но у меня много работы, которую предстоит сделать в Ирландии, а её еще предстоит увидеть, если я буду делать эту работу хорошо».

### Назначение папским дипломатом
Монсеньор Чарльз Браун был назначен титулярным архиепископом Аквилеи и апостольским нунцием в Ирландии 26 ноября 2011 года и был рукоположен в епископы Папой Бенедиктом XVI 6 января 2012 года вместе с Мареком Сольчинским, титулярным архиепископом Кесарии в Мавритании и апостольским нунцием в Грузии и Армении. После своего рукоположения архиепископ Браун сказал, что «весь опыт был одной великой радостью и утешением для меня. Я, конечно, в курсе моего недостоинства для епископства и моего ограниченности, но особенно, когда Папа возлагает свои руки на мою голову, у меня было огромное чувство силы Святого Духа и присутствия святых». Опыт, сказал он, «дает мне полную уверенность, что я могу сделать что-то красивое для Бога».

### Положение архиепископа Брауна
Архиепископ Браун является одним из очень немногих нунциев, назначенных извне рядов дипломатической службы Святого Престола и не обучавшихся в Папской Церковной академии, которая готовит этих дипломатов. Выступая перед «Irish Independent», архиепископ Дублина Диармайд Мартин сказал, что он не верит в назначение как попытку Ватикана, чтобы уладить отношения с ирландским правительством. Он назвал Брауна богословом «гораздо более сосредоточенным на богословии, чем на отношениях между церковью и государством». Архиепископ Нью-Йорка Тимоти Долан сказал: «Он молодой, энергичный, очень богословски подкованный, но пастырски чувствительный парень».

### Задачи новой миссии
Среди основных задач нового нунция была бы помощь папе, отправив рекомендации для заполнения вакансий в уже вакантных епархиях Клойна (назначение Уильяма Крина было объявлено 24 ноября 2012 года), Дерри, Килдэра и Лейхлина и Лимерика и в другие епархии, главы которых достигли пенсионного возраста, и назначить коадъютора архиепископу Армы, кардиналу Шон Брэди. Было предусмотрено, что не может быть слияния и реорганизации епархий Ирландии.
16 февраля 2012 года архиепископ Браун вручая свои верительные грамоты президенту Хиггинсу пообещал сделать всё от него зависящее, чтобы «укрепить и усилить», а также «подтвердить и углубить» отношения между Святым Престолом и Ирландии. Архиепископ Браун сказал, что Папа Бенедикт XVI попросил его передать своё личное уважение президенту, а также свои «наилучшие пожелания и искреннюю любовь» для ирландского народа.
Есть три ключевых аспекта этой должности. По будням в нунциатуре у архиепископа Брауна свет божий, посредством многих документов, как одна часть общего процесса, который приводит к назначению епископов на вакантные епархии Ирландии. Каждое утро почта занимает час или два, чтобы её прочитать. Многие ирландцы-миряне, которые видят в нём воплощение надежды для Церкви в Ирландии, чтобы начать новый старт, выходят на контакт с вопросами. Во-вторых, в качестве декана дипломатического корпуса, он должен присутствовать на всех дипломатических мероприятиях. В-третьих, он является посланником Святого Престола во многих событиях Церкви вдоль и поперёк Ирландии. Один день он может быть в Леттеркенни в графстве Донегол, чтобы отслужить Мессу для беременных женщин, а на другой, подниматься на каменистую гору Крох Патрик.
В ноябре 2012 года архиепископ Браун заявил, что Церковь «была „проходила через периоды невероятного суда“ более пятнадцати веков здесь, но каждый раз становилась „сильнее, очищенной и всё более верной Господу“, сказал он». Архиепископ Браун продолжал отмечать, что католикам в Ирландии необходимо задаться вопросом, почему было то что «предыдущие поколения были в состоянии передать свою веру в условиях крайних лишений — во времена гонений, голода и даже вынужденной эмиграции — в то время как, в наше время относительного комфорта и легкость, вера не всегда будет передано». В интервью для журнала католических епископов «Интерком», он спросил, может ли быть так, что «путь, в котором мы живем в современном западном обществе делает нас менее чувствительными к духовной реальности? Может быть, например, что заполнение каждый час, каждый день с музыкой или телевидением или интернетом или видеоиграми или текстовыми, приводит к своего рода духовной нечувствительность или онемению?»

### Интервью 2012 года
В интервью данным в 2012 году архиепископ Браун сказал, что он хорошо осведомлён о деликатном моменте в Ирландии, но говорит, что он едет в Ирландию «учиться» и «помогать». Браун добавил, что «Давайте не будем преувеличивать. Нунций является представителем Святого Престола на местах. Нельзя сказать, что, в каком-то смысле, он находится под контролем Церкви в Ирландии. Это епископы Ирландии, которые находятся под контролем Церкви в Ирландии»
Архиепископ Браун признал, что у него хорошая линия связи с Папой Бенедиктом XVI, сказав: «Я знаю его, он знает меня. Я работал с ним тесно в течение 10 лет, я путешествовал с ним, я много работал для него. Он доверяет мне, к лучшему или к худшему». Он добавил, что «я ничего ещё не видел. У меня есть крутая гора, чтобы забраться, и я надеюсь будучи там помогать. Что касается реформ в Ирландской Церкви, я агностик в этом. Мне нужно, изучить все материалы, а затем поговорить с ирландскими епископам». Он пришёл к выводу, что «Церковь осталась позади согнутой всем этим, Церковь должна модернизироваться и найти новые способы представления своего послание людям в этом новом контексте материализма и потребительства в обществе, которые теперь больше похожи на другие европейские страны, чем это было в 1980-х годах».

### Апостольский нунций в Албании
9 марта 2017 года, Папа Франциск назначил архиепископа Брауна апостольским нунцием в Албании.

### Апостольский нунций на Филиппинах
28 сентября 2020 года, Папа Франциск назначил архиепископа Брауна апостольским нунцием на Филиппинах.